# رامون مننديث بيدال

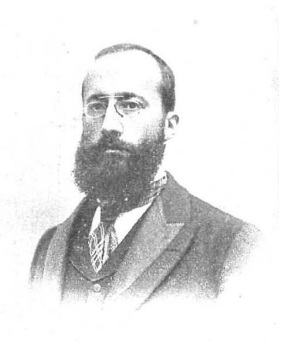
رامون مننديث بيدال

رامون مننديث بيدال (بالإسبانية: Ramón Menéndez Pidal)‏ ـ (لا كورونيا، 13 مارس 1869 ـ مدريد، 14 نوفمبر 1968) هو مؤرخ ولغوي وباحث إسباني في الفلكلور والشعر الشعبي الإسباني وتاريخ العصور الوسطى. اهتم على وجه الخصوص بدراسة تاريخ وأسطورة السيد.

## مولده وأسرته
ولد مننديث بيدال في لا كورونيا بمنطقة جليقية، وكان والده «خوان مننديث فرنانديث» محاميًا من الأستورياس، كما كانت والدته «رامونا بيدال» أستورية أيضًا، وكان أخوه الأكبر «خوان مننديث بيدال» (1861 ـ 1915) باحثًا في الشعر الشعبي وخبيرًا في الشعر الشعبي لمنطقة أستورياس، كما كان له شقيق آخر يكبره هو لويس مننديث بيدال (1860 ـ 1932)، وكان فنانًا تشكيليًا واقعيًا من فناني الصدارة في عصره.

## عمله الأكاديمي
تخرج مننديث بيدال في جامعة مدريد، وفي عام 1899 شغل كرسي دراسات الرومانسية بالجامعة نفسها، وظل فيه أربعين عامًا، حتى تقاعده عام 1939.

## زواجه

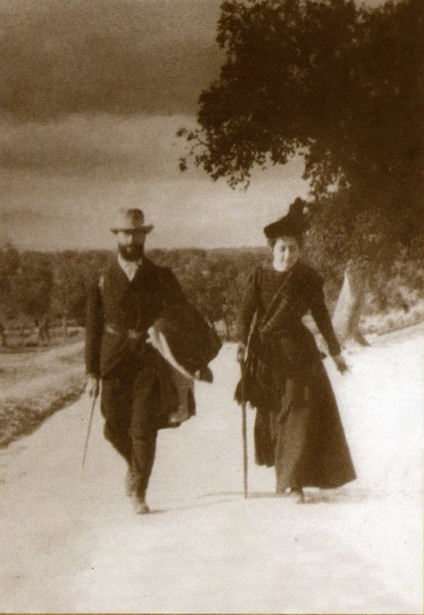
مننديث بيدال وعروسه ماريا غوجري يتتبعان خطى السيد أثناء شهر العسل سنة 1900

في عام 1900 تزوج مننديث بيدال من ماريا غويري (أول امرأة إسبانية تنال درجة جامعية في الفلسفة عام 1896، ثم أول امرأة تحصل على درجة الدكتوراه خارج مجال الطب من جامعة إسبانية، سنة 1909)، وقضى الزوجان شهر العسل في تقصّي المواقع الجغرافية التي ورد ذكرها في ملحمة السيد.

## الأكاديمية الملكية الإسبانية
في عام 1901 انتخب مننديث بيدال عضوًا بالأكاديمية الملكية الإسبانية (بالإسبانية: Real Academia Española)‏، وفي عام 1925 انتخب مديرًا لها، غير أنه استقال من منصبه هذا عام 1939 احتجاجًا على الأجواء السياسية في إسبانيا آنذاك، في ظل الجمهورية الإسبانية الثانية. وقد قضى مننديث بيدال سنوات الحرب الأهلية الإسبانية منفيًا بين فرنسا وكوبا والولايات المتحدة.

## روابط خارجية
- رامون مننديث بيدال على موقع الموسوعة البريطانية (الإنجليزية)
- رامون مننديث بيدال على موقع مونزينجر (الألمانية)
- رامون مننديث بيدال على موقع ديسكوغز (الإنجليزية)